# 比龙 (鄯善)
比龙（?—?），南北朝时期的西域鄯善国国王。
先臣于西凉李暠，420年，北凉灭西凉，比龙及西域三十六国到姑臧朝贡北凉。北魏太延初年，遣使到北魏朝贡。
438年，派弟弟素延耆入侍魏太武帝。北凉灭亡后，王族沮渠无讳和沮渠安周逃奔西域。
太平真君二年（441年），鄯善遭北凉宗室沮渠安周袭击，比龙惧，想要投降。后采纳北魏使者劝谏，以兵拒守，坚壁不纳。安周不能克，沮渠安周退保东城。
太平真君三年（442年），听说沮渠无讳率领万余家会合沮渠安周，恐被袭，率四千余家、部众之半，弃国城，西奔且末（今新疆且末县西南）。他的世子投降沮渠安周，其国遂并入沮渠高昌。